# Kościół Nawiedzenia Najświętszej Maryi Panny w Zaborowie
Kościół Nawiedzenia Najświętszej Maryi Panny w Zaborowie – rzymskokatolicki kościół parafialny zlokalizowany we wsi Zaborów w powiecie brzeskim (województwo małopolskie).                                 

## Historia

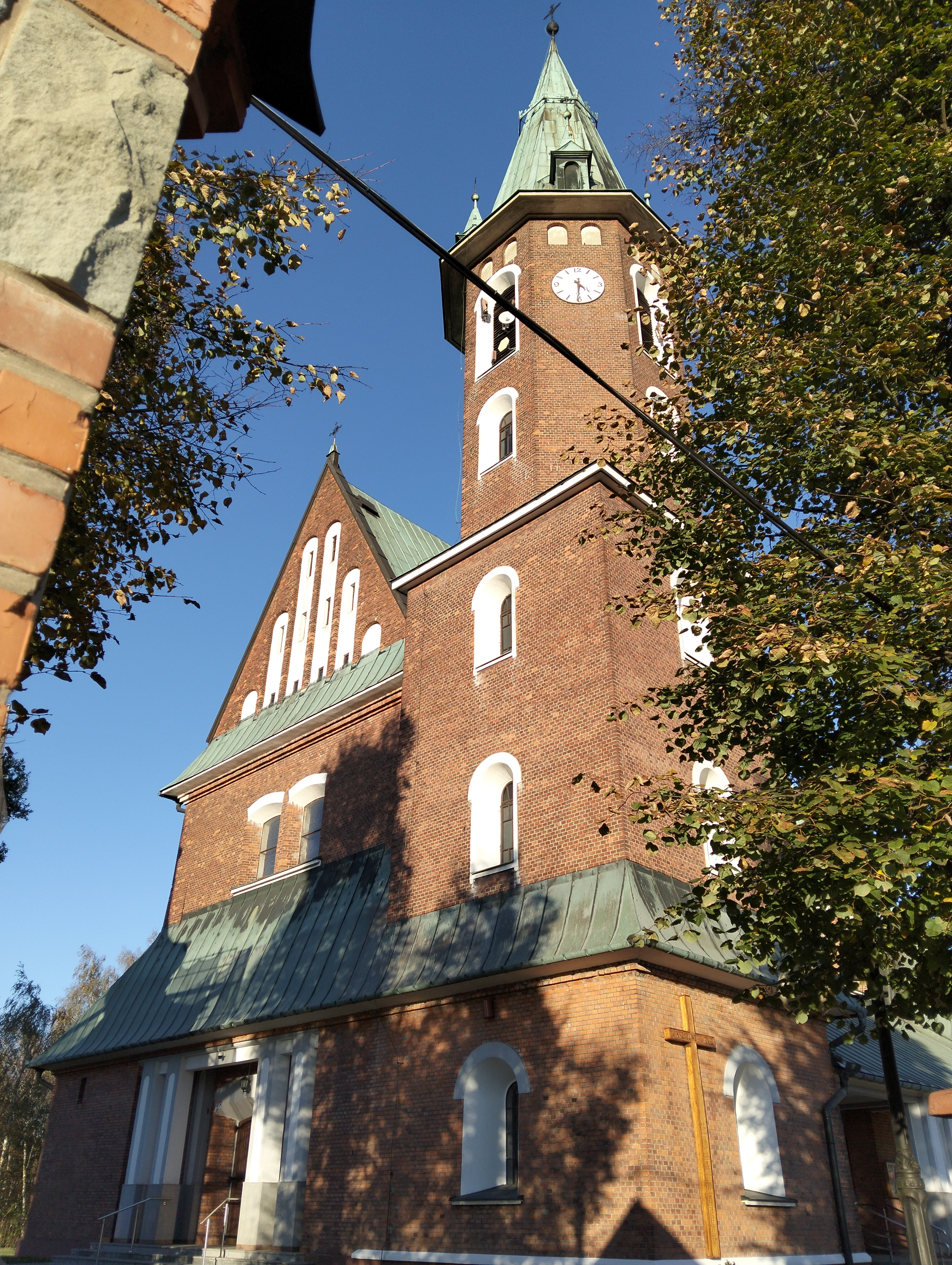
Fasada wejściowa

Parafia we wsi powstała w 1819 z terenu parafii w Szczurowej. W początkowej fazie jej istnienia ośrodkiem kultu była drewniana kaplica pod wezwaniem św. Ignacego Loyoli z organami z 1815. W 1830, dzięki wsparciu finansowemu Teresy Radeckiej wzniesiono drewniany kościół, konsekrowany w 1858 przez biskupa Józefa Alojzego Pukalskiego. Wewnątrz istniały 11-głosowe organy z 1851 zbudowane prawdopodobnie przez Jana Baranowskiego ze Starego Sącza i restaurowane w 1896.                                 
Nowa, obecna, ceglana świątynia powstała w latach 1948-1951 według projektu Zdzisława Kupca. Jej poświęcenie odbyło się 2 lipca 1951, a konsekracja 9 lipca 1967 (biskup Karol Pękala). W 1955 przeniesiono tu stare organy, remontowane w 1958, 1972 i 2003.

## Architektura
Kościół jest eklektyczny, trójnawowy i bazylikowy. Do korpusu nawowego przylega wieża na rzucie kwadratu. Bogaty program polichromiczny, ornamenty i figuralny, wykonał Stanisław Westwalewicz i Jakub Bereś (1966). Ołtarz główny z obrazem Matki Boskiej Zaborowskiej (XVII wiek) zaprojektował Zygmunt Gawlik. Cztery ołtarze boczne są neobarokowe, przy czym wykorzystano do ich budowy elementy ołtarzy ze starego kościoła.

## Galeria

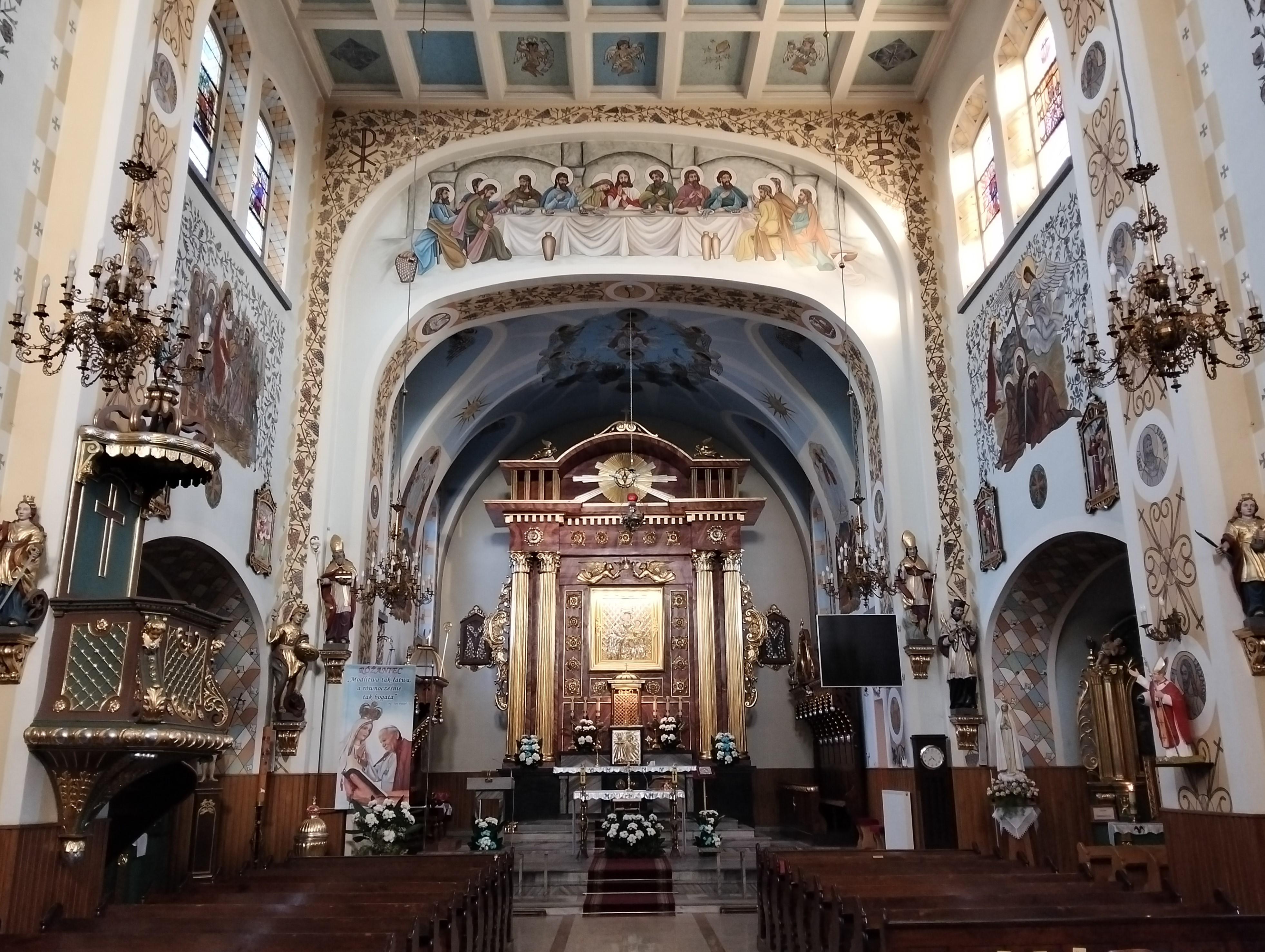
Wnętrze
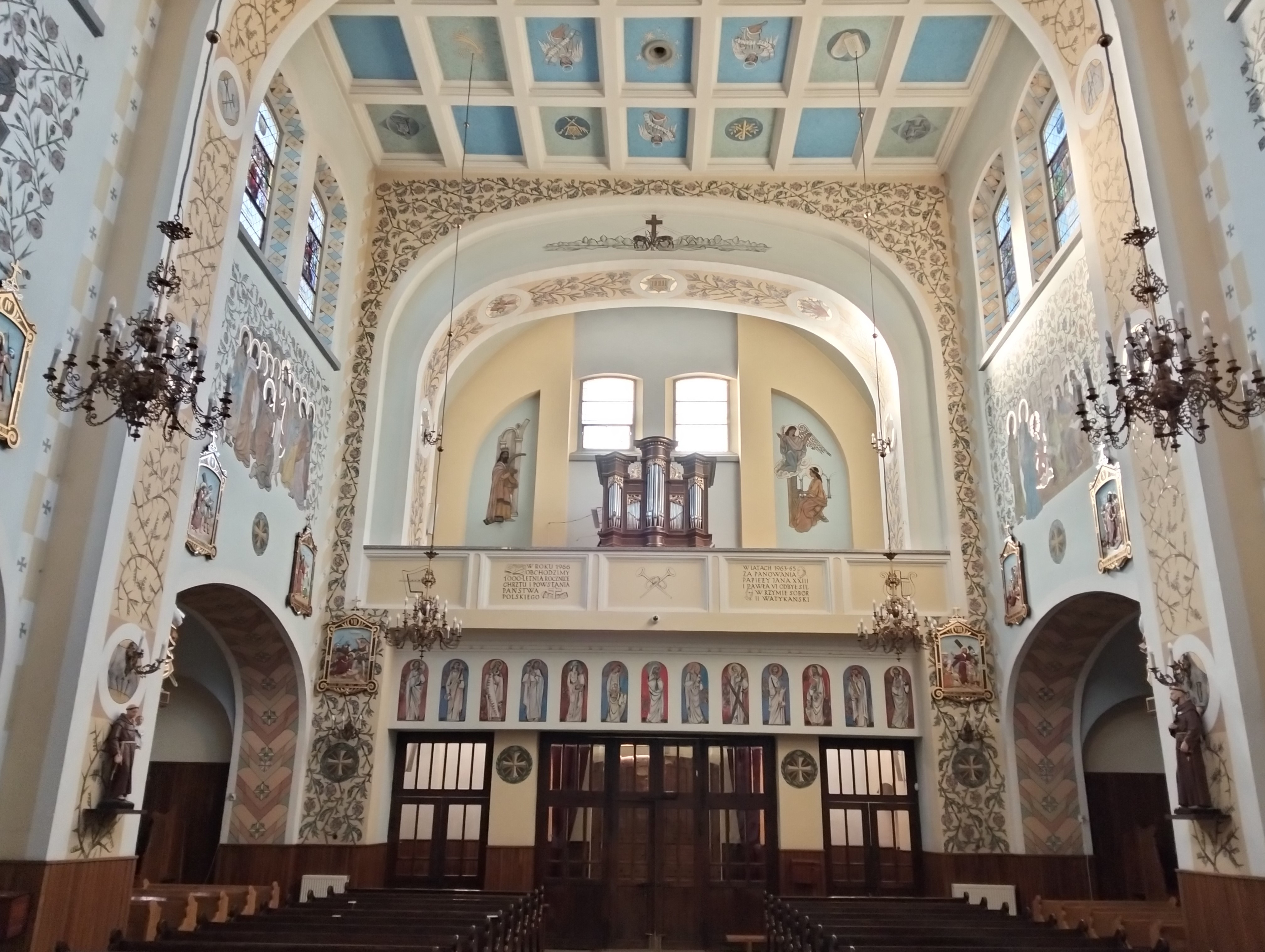
Chór i organy
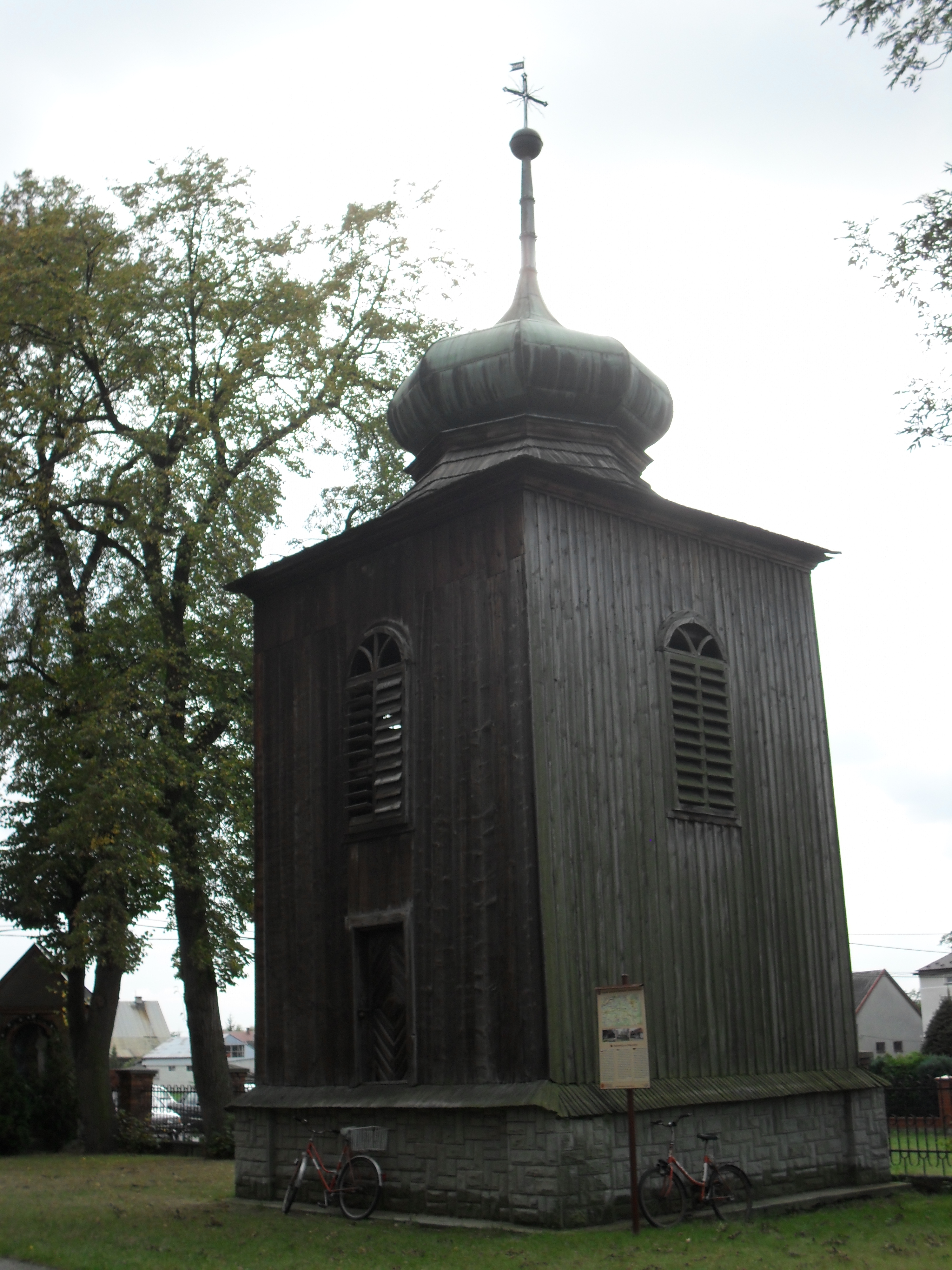
Zabytkowa dzwonnica(inne języki)